# 688 Attack Sub

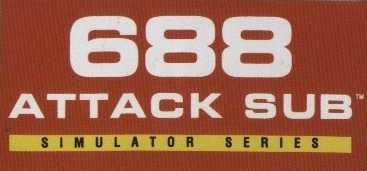
688 logo

688 Attack Sub é um jogo eletrônico de simulação em um submarino, criado para computadores e com design feito por John W. Ratcliff e Paul Grace, publicado em 1988 para os sistemas MS-DOS e em 1990 para os computadores Amiga pela Electronic Arts. Recebeu também uma versão publicada para o Sega Mega Drive.
Na versão para o Sega Mega Drive, o jogador assume o comando de um submarino estadunidense ou de um sub-marino soviético nuclear, gerando uma simulação de ataque submarino em 10 missões organizadas em um cenário de Guerra Fria.
Este foi um dos primeiros jogos que permitiu dois jogadores a jogar uns contra os outros, ao longo de um modem.
John W. Ratcliff criou mais tarde, o jogo SSN-21 Seawolf.

## Recepção
A Computer Gaming World em 1989 deu uma revisão positiva à versão DOS, notando que o game foi projetado para ser um jogo divertido, em oposição a um simulador realista, e concluindo que era "o candidato pessoal deste revisor a 'Jogo do Ano'".  Avaliações de 1992 e 1994 em revistas de jogos de guerra com cenários modernos deram ao jogo duas de cinco estrelas, afirmando que o mesmo estava mais próximo da Segunda Guerra Mundial do que operações submarinas modernas e criticaram a ênfase "irrealista" na obtenção de alvos do periscópio. A Compute! nomeou o jogo para sua lista de "nove grandes jogos para 1989", descrevendo-o como "rápido e excitante como qualquer simulador de voo Mach 2".  A revista elogiou os gráficos do jogo e a opção de modem para dois jogadores, mas criticou a falta de mais de dez missões.